# Heliotípia

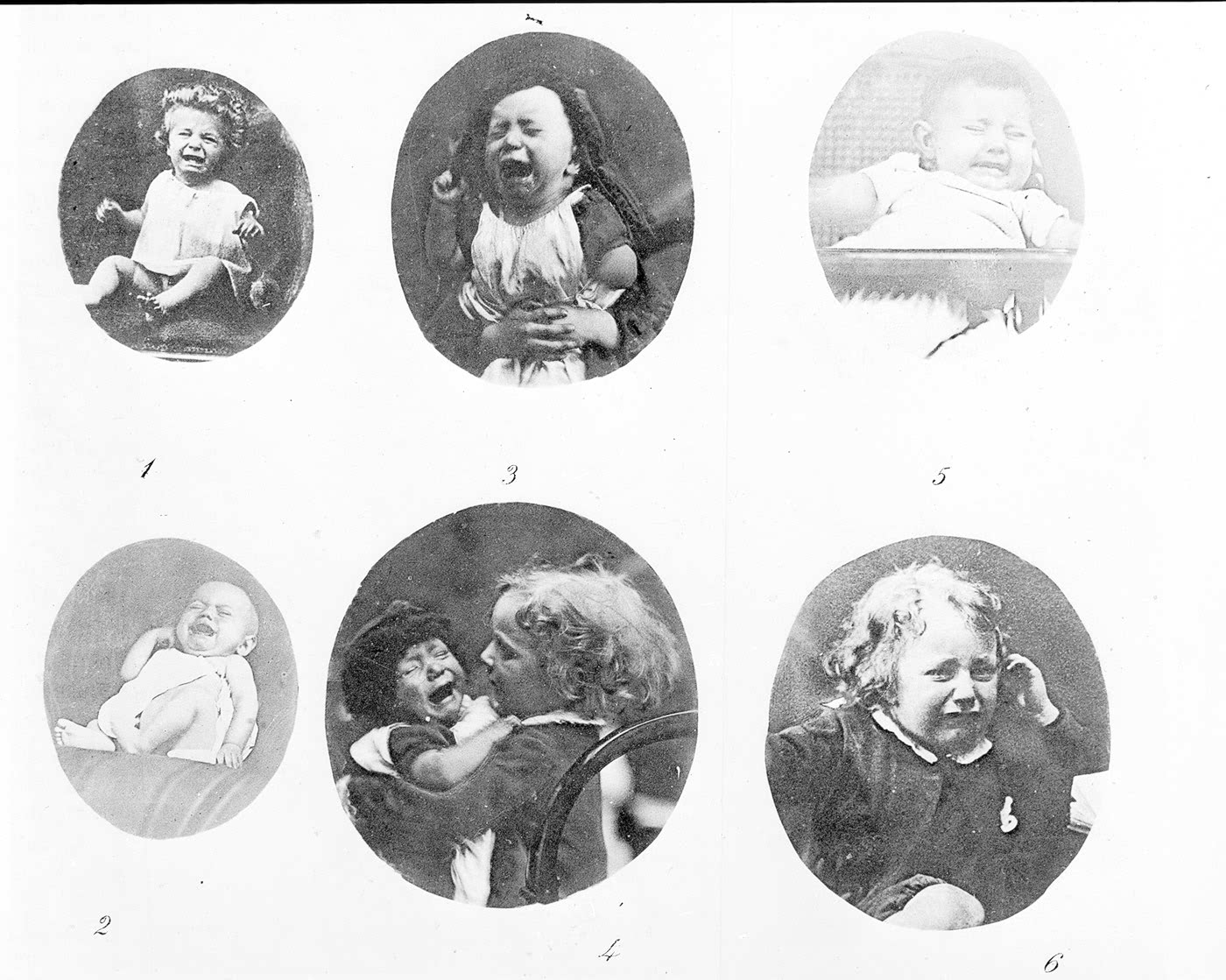
Heliotip a L'expressió i les emocions en l'home i els animals

L'heliotípia és un procés d'impressió en què la impressió es pren amb tinta, d'una superfície de gelatina que s'ha exposat en un negatiu i ha estat preparada per a la impressió.
Amb el mot "heliotípia" també ens podem estar referint a la placa de gelatina resultant d'aquest procés o a la impressió resultant a partir de la placa.